# گابریل کارانانت
گابریل کارانانت (انگلیسی: Gabriele Carannante؛ زادهٔ ۲۷ فوریهٔ ۱۹۹۹) بازیکن فوتبال است.